# Vesiculaphis rotunda
Vesiculaphis rotunda är en insektsart. Vesiculaphis rotunda ingår i släktet Vesiculaphis och familjen långrörsbladlöss. Inga underarter finns listade i Catalogue of Life.